# Saint-Christophe-du-Ligneron
Saint-Christophe-du-Ligneron è un comune francese di 2 469 abitanti situato nel dipartimento della Vandea nella regione dei Paesi della Loira.

## Società

### Evoluzione demografica
Abitanti censiti